# 투르크메니스탄 국가 올림픽 위원회
투르크메니스탄 국가 올림픽 위원회(투르크멘어: Türkmenistanyň Milli olimpia komiteti, 영어: National Olympic Committee of Turkmenistan)는 투르크메니스탄을 대표하는 국가 올림픽 위원회이다. IOC 코드는 TKM이다. 본부는 아시가바트에 있으며 아시아 올림픽 평의회에 소속되어 있다.
1990년에 설립했으며 1993년에 국제 올림픽 위원회의 승인을 받았다. 올림픽, 아시안 게임을 비롯한 국제 스포츠 대회에 참가하는 투르크메니스탄의 선수들을 대표한다.